# لوكاس كارلسون (لاعب هوكي جليد)
لوكاس كارلسون (بالسويدية: Lucas Carlsson)‏ هو لاعب هوكي جليد سويدي، ولد في 5 يوليو 1997 في يفله في السويد.

## وصلات خارجية
- لوكاس كارلسون على موقع دوري الهوكي الوطني (الإنجليزية)
- لوكاس كارلسون على موقع EliteProspects.com (الإنجليزية)
- لوكاس كارلسون على موقع Eurohockey.com (الإنجليزية)
- لوكاس كارلسون على موقع HockeyDB.com (الإنجليزية)